# جوني نوكس
جوني نوكس (بالإنجليزية: Johnny Knox)‏ هو لاعب كرة قدم أمريكية أمريكي، ولد في 3 نوفمبر 1986 في هيوستن في الولايات المتحدة.

## وصلات خارجية
- جوني نوكس على موقع مرجع كرة القدم المحترفة.كوم (الإنجليزية)